# Muara Siambak
Muara Siambak is een bestuurslaag in het regentschap Mandailing Natal van de provincie Noord-Sumatra, Indonesië. Muara Siambak telt 610 inwoners (volkstelling 2010).